# Тиррелл, Джордж Уолтер
Джордж Уолтер Ти́ррелл (англ.  George Walter Tyrrell; 30 мая 1883, Уотфорд — 20 июля 1961, Глазго) — британский геолог, гляциолог и петролог XX века. Специалист по арктическим и антарктическим ландшафтам, первым описал ректические ледники Шпицбергена.
Гора Тиррелл на острове Александра в Антарктиде названа в его честь, как и ледник Тиррелла на острове Южная Георгия.

## Биография
Он родился в Уотфорде 30 мая 1883 года и был старшим сыном Джорджа Тиррелла и его жены Энни.
Тиррелл получил образование в Уотфордской гимназии, затем изучал геологию в Королевском научном колледже(университете) под руководством профессора Дж. У. Джадда.

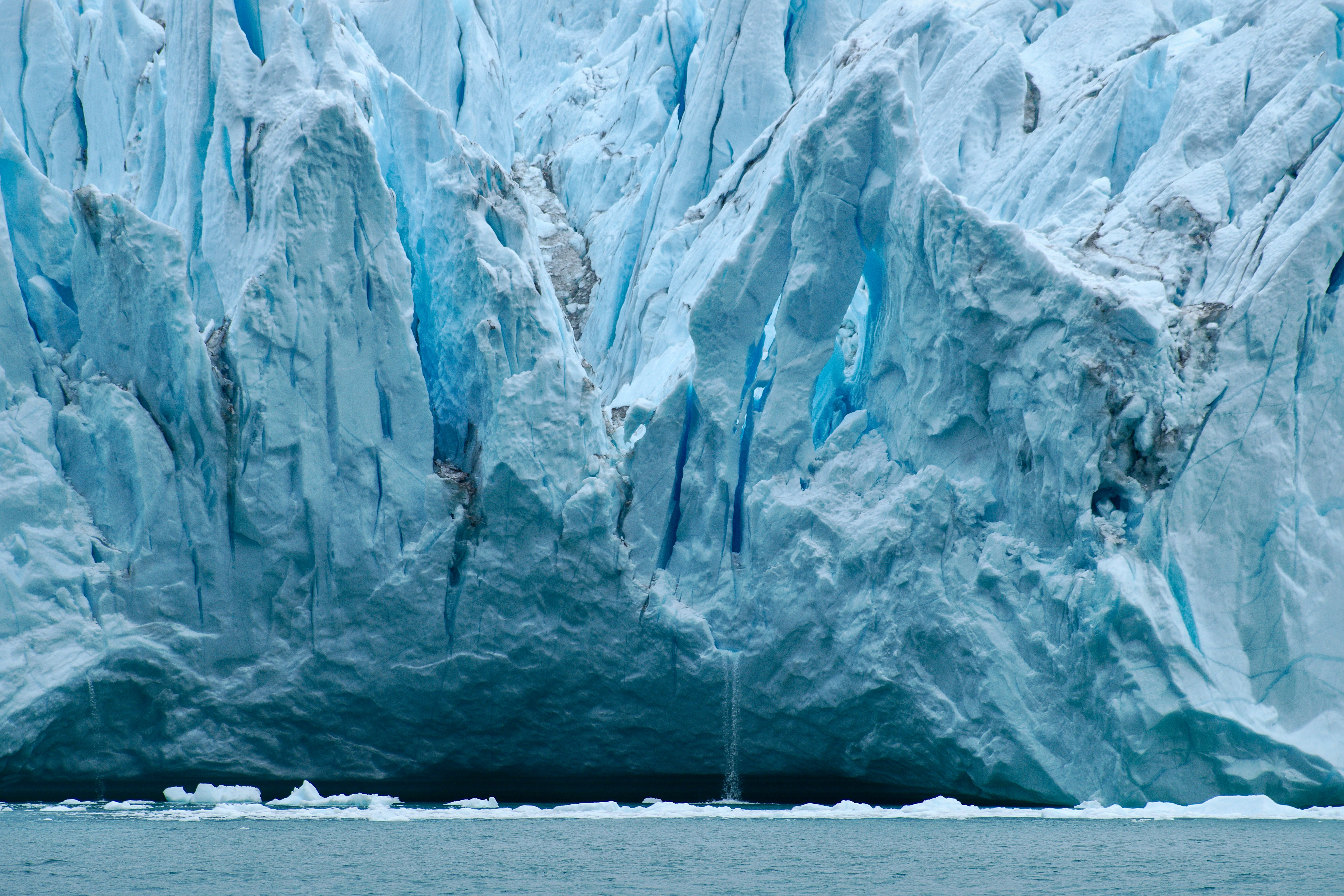
Ледник

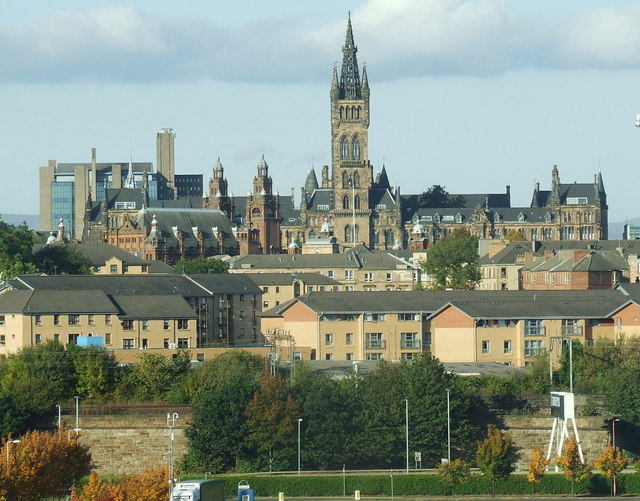
Университет Глазго

В 1906 году он начал преподавать геологию в университете Глазго под руководством Джона Уолтера Грегори. В 1919 году он был советником по геологии во время шотландской поездки на Шпицберген, а в 1924 году возглавил геологическую поездку в Исландию. Университет присвоил ему докторскую степень дважды: докторскую степень в 1923 году и докторскую степень в 1931 году.
Он был избран членом Королевского общества Эдинбурга в 1918 году. Его предложили Джон Хорн, Бен Пич, Томас Джеймс Джеу и Роберт Кидстон. Он получил премию Общества Нейла за 1931—1933 годы. Он был вице-президентом Общества с 1940 по 1943 год.
В 1931 году он получил медаль Мерчисона, присуждаемую Королевским географическим обществом.
Достигнув звания старшего преподавателя, он ушел из Университета Глазго в 1948 году, затем несколько лет читал лекции в Канаде и Соединенных Штатах.
В 1906 году он женился на Элис Энни Уиллиман.
В 1950 году в возрасте 67 лет он женился на Урсуле Джоан Дермонт.
Он умер в Берсдене в пригороде Глазго 20 июля 1961 года.

## Научные труды
- « Whangie и его происхождение» (1916)[7]
- «Геология Шпицбергена» (1923)
- «Геология Аррана» (1931)
- Вулканы  (1934 — рус.)
- Основы петрологии  (1933)
- «Основы петрологии» (1950)